# Beretta's Island
Pour plus de détails, voir Fiche technique et Distribution.
Beretta's Island est un film américain de Michael Preece  mettant en vedette Franco Columbu, Arnold Schwarzenegger et Ken Kercheval.

## Synopsis
A 53 ans Franco Berreta, un ancien agent d'Interpol, reprend du service pour venger la mort d'un ami tombé au combat face à un puissant cartel implanté en Sardaigne. Décidé à faire payer les barons de la drogue qui dirigent l'organisation, Berreta fait directement appel à Arnold, son meilleur ami, pour se préparer à l'affrontement d'une armée de narcotrafiquants surarmés. Il va donc devoir faire un entraînement très spécial. Seul contre tous, il va devoir terrasser une armée entière de terroristes.

## Fiche technique
- Titre original : Beretta Island ou One Man Weapon
- Titre français : One Man Weapon : la justice reprend les armes
- Titre québécois : Beretta Island
- Réalisation : Michael Preece
- Scénario : Franco Columbu
- Production : Michael Preece
- Pays de production :  États-Unis
- Durée : 97 minutes
- Genre : Film Policier
- Format : Couleurs - 35 mm - 2.35:1 - Son Dolby DTS
- Dates de sortie (en vidéo) : 
  - Allemagne : 23 août 1993
  - États-Unis : 26 janvier 1994
  - France : 13 novembre 2013 (en DVD, Blu-Ray)

## Distribution
- Franco Columbu : Franco Armando Beretta
- Arnold Schwarzenegger : Arnold
- Ken Kercheval : Barone
- Elizabeth Kaitan : Linda
- Van Quattro : Johnny Carrera
- Jo Champa : Celeste
- Leslie Ming : Sly
- Audrey Brunner : Tina
- Dimitri Logothetis : Interpol Agent
- Buck Holland : Father Pastore